# The Best of the Eighties
The Best of the Eighties è un album di raccolta del gruppo musicale tedesco Grave Digger, pubblicato nel 1993.

## Tracce
1. Heavy Metal Breakdown
2. Shoot Her Down!
3. Get Away
4. Paradise
5. (Enola Gay) Drop the Bomb
6. Back from the War
7. Witch Hunter
8. Keep On Rockin'
9. 2000 Lightyears from Home
10. Heaven Can Wait
11. Headbanging Man
12. Night Drifter
13. We Wanna Rock You
14. Yesterday
15. Don't Kill the Children
16. Tears of Blood
17. Girls of Rock 'n' Roll